# ديك وليامز (مغني)
ديك وليامز (بالإنجليزية: Dick Williams)‏ هو مغني أمريكي، ولد في 7 يونيو 1926 في الولايات المتحدة، وتوفي في 5 مايو 2018 في بربانك في الولايات المتحدة.

## وصلات خارجية
- ديك وليامز على موقع IMDb (الإنجليزية)